# II wojna z Matabele
II wojna z Matabele – konflikt zbrojny toczony w latach 1895–1896 pomiędzy Brytyjczykami a południowoafrykańskim ludem Matabele.
Do zrywu plemienia Matabele doszło po zakończonym wysokimi stratami tzw. rajdzie Jamesona na przełomie lat 1895–1896. Wiosną 1896 roku plemiona Matabele (także Ndebele) oraz Szona pod wodzą plemiennego przywódcy duchowego Mlimo ponownie chwyciły za broń.
Po dozbrojeniu swoich zwolenników, Mlimo nakazał koncentrację oddziałów w rejonie Bulawayo, planując zdobycie miejscowości nocnym atakiem. Napastnicy otaczając miasto z trzech kierunków, pozostawili przy tym wolną drogę przez przełęcz Mangwe, zamierzając umożliwić ewentualnym niedobitkom białych ucieczkę z kraju.  
Po dotarciu do Bulawayo wojownicy podzielili się na mniejsze oddziały, które zaatakowały pobliskie farmy białych, paląc je i zabijając osadników. Według przepowiedni Mlimo, wystrzelone przez białych kule zamienią się w wodę a grube materiały ich ubrań staną się kruche jak skorupki jajek.
Początek powstania Matabele datowany jest na 24 marca 1896 roku. Podnieceni walką wojownicy szybko zapomnieli o dyscyplinie, napadając kolejne osady białych i mordując osadników, nie oszczędzając nawet kobiet i dzieci. Dało to czas władzom Bulawayo na przygotowanie się do obrony. 7000 wojowników Matabele, którzy zgromadzili się w rejonie Bulawayo podjęło nieskuteczne próby zdobycia miasta. Ich ataki były odpierane, pomimo tego, że część wojowników znajdowała się w posiadaniu zdobycznej brytyjskiej broni palnej (m.in. odtylcowe karabiny Martini-Henry). Dodatkowe uzbrojenie Matabale stanowiły pałki i topory. Obrońcy Bulawayo zorganizowali specjalne, liczące po 40 ludzi patrole, które wysłano do okolicznych farm w celu ostrzeżenia osadników i przygotowania obrony.
Na początku kwietnia oraz w początkach czerwca 1896 r. dwa brytyjskie oddziały pojawiły się w okolicy Bulawayo, rozbijając znajdujące się tu siły Matabele. Pobici wojownicy w niewielkich grupkach rozproszyli się w trudno dostępnym regionie wzgórz Matopo.
W czerwcu powstanie przeniosło się na ziemie ludu Szona. Ostatnie oddziały powstańcze zostały pokonane w tym regionie dopiero w listopadzie 1896 roku. Dnia 24 czerwca dwójka skautów: Frederick Russell Burnham oraz Bonnar Armstrong zwabiła w pułapkę i zabiła przywódcę powstańców Mlimo.
18 sierpnia rozpoczęły się rozmowy pokojowe z białymi. 21 sierpnia doszło do trwającej 4 godziny rozmowy pomiędzy Cecilem Rhodesem i czterdziestoma miejscowymi wodzami. Kolejne spotkanie, w wyniku którego Matabele zdali broń miało miejsce dnia 28 sierpnia. W zawartym porozumieniu, wojownicy zobowiązali się nie podejmować akcji zbrojnych przeciwko białym. Dzięki temu Brytyjczycy mogli zasiedlić kraj kolejnymi osadnikami.
Warunków traktatu nie zaakceptowało plemię Szona, walczące aż do listopada 1897 roku. Po zdławieniu oporu, Brytyjczycy stracili duchownego przywódcę plemienia.
Pomimo wysokich strat w okresie całego powstania, wynoszących 10% osadników, Brytyjczycy kontynuowali zajmowanie terytoriów ludów Matabele i Szona, doprowadzając do konsolidacji kolonii brytyjskich na tych terenach.